# Ergens in Nederland
Ergens in Nederland is een Nederlandse film uit 1940 onder regie van Ludwig Berger. De film staat bekend als de laatste vooroorlogse Nederlandse speelfilm en heeft als internationale titel Somewhere in the Netherlands. Hij speelt zich af tijdens de mobilisatie in 1940. De titel is ontleend aan een gedicht van Wim Kan en verwijst naar de gewoonte om tijdens de mobilisatie het noemen van precieze locaties te vermijden.

## Verhaal
De film speelt zich af in Haarlem in 1940. Frans van Loon is een serieuze ex-matroos die werkt als advocaat, hoewel het bloed van de zeeman nog door zijn aderen vloeit. Hij is onlangs getrouwd met ex-zangeres Nellie, die wordt aanbeden door toneelspeler Erik Detmar. Frans is ongelukkig in zijn huwelijk en kan zijn baan niet uitstaan. Om die reden meldt hij zich aan het begin van de mobilisatie bij de Koninklijke Marine. Nellie is diep ongelukkig met dit besluit maar denkt dat haar echtgenoot simpele taken uitvoert. In werkelijkheid houdt hij zich bezig met gevaarlijk werk: het demonteren van zeemijnen.
Frans verandert tijdens zijn stage bij de marine van een depressieve man in een enthousiaste marineman. Nellie geeft zichzelf de schuld dat haar man voorheen ongelukkig was en wordt jaloers op zijn liefde voor de zee. In zijn afwezigheid wordt ze verleid door Erik, die een ware charmeur blijkt te zijn. Frans' lange reizen zorgen ervoor dat ze uit elkaar groeien. Als ze tot de ontdekking komt dat haar man bij de Mijnendienst zit en ze hem ziet dansen met de beeldschone boerendochter Marijke, vertelt ze hem dat ze van een ander houdt. Hij is razend en weigert haar te verliezen. Het resulteert in een grote ruzie.
Voordat Frans zich kan verzoenen met zijn vrouw, wordt hij voor zijn werk geroepen om naar Vlissingen te gaan. Daar dreigen twee zeemijnen te exploderen, wat zou resulteren in een dijkdoorbraak. Aan het einde ziet Nellie haar man in actie en realiseert zich hoeveel ze van hem houdt. Hij riskeert zijn leven om de mijnen te demonteren, maar doet dit met succes. Als hij veilig terugkomt, wordt hij herenigd met zijn vrouw. Ze vertelt hem dat ze vanaf dat moment trots is de vrouw te zijn van een zeeman.

## Rolbezetting
| Acteur              | Personage                  |
| ------------------- | -------------------------- |
| Lily Bouwmeester    | Nellie 'Nel' van Loon      |
| Jan de Hartog       | Frans van Loon             |
| Fien de la Mar      | Marietta, een society-dame |
| Cruys Voorbergh     | Erik Detmar                |
| Matthieu van Eysden | Chauffeur Beyer            |
| Max Croiset         | Marijkes geliefde          |
| Rini Otte           | Marijke, een boerenmeisje  |
| Eduard Verkade      | Oude muziekleraar          |
| Jan Willem Hees     | Instructie-officier        |
| Piet Köhler         | Zeeuwse boer               |
| Aaf Bouber          | Zeeuwse boerin             |

## Productie
In januari 1940 werd een nieuwe film over de mobilisatie aangekondigd, met Ludwig Berger als regisseur, Rudolf Meyer als productieleider, en Lily Bouwmeester en Paul Storm in de hoofdrollen. De opnamen begonnen op 27 januari 1940. Paul Storm was inmiddels vervangen door Jan de Hartog. Tot eind februari werden de binnenopnamen geschoten in de Cinetone Filmstudio's Amsterdam; in maart volgden de buitenopnames en de montage.
De film werd gemaakt tijdens de mobilisatie en biedt een kijk in het leven van de mensen in deze periode. Berger legde een filmbewerking van de Historie van mejuffrouw Sara Burgerhart stil om het draaiboek van deze film te bewerkstelligen. Hij hoopte met Ergens in Nederland een Nederlandse film te maken met internationale allure, en was van mening dat hij hier in was geslaagd vanwege de focus op "de werkzaamheden der marine bij het demonteren van mijnen. Nederland is in oorlogstijd omgeven door dreigende mijnen, de monsters van de zee [..] die dag aan dag voor zich doen spreken, ook in landen die ze nooit hebben gezien. In de film Ergens in Nederland wordt tegen deze monsters de strijd aangebonden door de Nederlandse marine en deze strijd is verweven met een menselijk dramatisch gegeven, dat op zichzelf weer niet denkbaar is zonder de mobilisatie en hierdoor ontstaat een complex van factoren, die een specifiek Nederlandse film garanderen kunnen, welke tevens de belangstelling van het buitenland verdient."
Om het leven in de marine zo authentiek mogelijk neer te zetten, schakelde Berger de hulp in van marine-autoriteiten van de Koninklijke Marine als deskundigen. Bovendien maakte de regisseur voor de figuratie gebruik van echte matrozen die zich als vrijwilligers hadden aangemeld.

## Ontvangst
De première vond plaats in april 1940. Toen werd de film geschikt bevonden voor personen van '18 jaar en ouder', wegens "sterke marine-propaganda" en het tonen van een huwelijksconflict. De film kreeg alle lof van het publiek; een criticus van De Tijd schreef over een "buitengewoon geslaagde filmvertoning"; de recensent van het Rotterdams Nieuwsblad noemde het een "zeer aanvaardbare intrige" en weet de kwaliteit van de film aan het draaiboek van Berger en De Hartog en de medewerking van de Koninklijke Marine, alvorens hij vervolgde met "de film moge in het begin wat traag rondtasten, zij neemt echter plotseling een bijna beangstigende vaart en leeft zich dan uit in een mijndemonteringssceène van beklemmende spanning. [..] De dialoog is vlot en sappig. De sfeer is die der marine." De recensent noemde onder de acteurs, en roemde in het bijzonder Fien de la Mars "spel van klasse".
Ergens in Nederland werd alom erkend als Nederlands eerste dramafilm en werd door De Maasbode een "boeiend tijdsdocument" genoemd.
Tijdens de bezetting werd Ergens in Nederland in juli 1940 als een van de eerste films verboden. Een herpremière vond onmiddellijk na de bevrijding in mei 1945 plaats. De film werd toen gekeurd voor '14 jaar en ouder'. Hervertoning zou bijna niet mogelijk zijn geweest, omdat de Duitsers de kopieën in beslag hadden genomen en hadden vernietigd. Een vrouw had echter een kopie in haar huis weten te verbergen. Bij de herpremière vlak na de oorlog werd ze uitgenodigd als ere-gast. Ook op 28 oktober 1960 werd de film opnieuw in de bioscoop uitgebracht en hij werd wederom een groot succes. Hij haalde toen een bezoekersaantal van 462.074 personen.
Mede wegens het uitbreken van de Tweede Wereldoorlog, betekende deze film het einde van de filmcarriès van verscheidene meespelenden, onder wie Lily Bouwmeester en Fien de la Mar.
In 1991 werden enkele Pre-Gouden Kalveren uitgereikt aan vooroorlogse Nederlandse films. Ergens in Nederland kreeg er drie, in de categorieën Beste Regie, Beste Acteur en Beste Actrice.